# Dur-Šarukin
Dur-Šarukin ("Sargonova trdnjava", arabsko  دور شروكين}}), današnji Khorsabad, je bil asirsko glavno mesto v času Sargona II. asirskega. Korsabad je naselje v severnem Iraku, 15 km severovzhodno od Mosula, kjer še danes živijo Asirci. Veliko mesto je bilo v celoti zgrajeno v desetletju pred 706 pred našim štetjem. Po nepričakovani smrti Sargona v bitki je bilo glavno mesto prestavljeno 20 km južneje, v Ninive.

## Zgodovina
Sargon II je vladal med letoma 722–705 pr. n. št. V letu 717 je Sargon odredil gradnjo nove palače na mestu ob sotočju rek Tigris in Veliki Zab. Zahteve za les in druge materiale in obrtnike, ki so prišli iz obalne Fenicije, so dokumentirane v sodobnih asirskih pisanjih. Dolgovi gradbenih delavcev so bili izničene, da bi privabili dovolj delovne sile. Zemljišča v okolici mesta so bila odvzeta poljem in oljčnim nasadom. Veliko mesto je bilo v celoti zgrajeno v desetletju pred 706 pr. n. št., ko se je dvor preselil v Dur-Šarukin, čeprav še ni bilo povsem končano. Sargon je bil ubit v bitki leta 705. Po njegovi nepričakovani smrti je njegov sin in naslednik Senaherib opustil projekt in preselil glavno mesto s svojo upravo v mesto Ninive, 20 km južno. Mesto ni bilo nikoli dokončana in stoletje kasneje je bilo opuščeno s padcem Asirskega imperija.

## Dejstva
Mesto je bilo pravokotne oblike v izmeri 1760 s 1635 metrov. Zaprto območje sestavljajo 3 kvadratni kilometri ali 288 hektarjev. Dolžina obzidja je znašala 16.280 asirskih enot, ki je sovpadala s številčno vrednostjo imena Sargon. Obzidje je imelo množico 157 obrambnih. Sedem vrat je omogočalo vstop v mesto iz vseh smeri. Terasa je vsebovala templje in kraljevo palačo. Glavni templji so bili namenjeni bogovom Nabu, Šamaš in Sin, medtem ko so Adad, Ningal in Ninurta imeli manjša svetišča. Zgrajen je bil tudi tempeljski stolp, zigurat. Palača je bila okrašena s kipi in stenskimi reliefi, vrata so spremljal krilati biki lamassu, ki so tehtali do 40 ton. Sargon je menda izgubil vsaj enega od teh krilatih bikov v reki.
Poleg velikega mesta, sta bila kraljevi lovski park in vrt z raznimi "aromatičnimi rastlinami iz Hattija in sadnimi drevesi iz vsake gore", je "zapis moči in osvajanja", kot je opazil Robin Lane Fox. Korespondenca omenja tudi tisoče mladih sadnih dreves, kutine, mandlje, jabolka in nešplje.

## Arheologija
Arheološko najdišče je prvi opazil francoski generalni konzul v Mosulu, Paul-Emile Botta leta 1842. Botta je mislil, da je Khorsabad mesto svetopisemske Ninive. Najdišče je Botta izkopaval v letih 1842–1844, pozneje se mu je pridružil še Eugène Flandin. Victor Place je nadaljeval izkopavanja v letih 1852–1855.
Precejšnje število najdb, ki jih je Francoz izkopal, se je izgubilo v dveh nesrečah pri prevozu po reki. Leta 1853 je Place poskušal prenesti dva 30-tonska kipa in drugo gradivo iz Khorsabad v Pariz na velikem čolnu in štirih splavih. Vsa plovila razen dveh splavov so se potopila pri napadu piratov. Leta 1855 sta Place in Jules Oppert poskušala prepeljati preostale najdbe iz Dur-Šarukina, kot tudi material, iz drugih najdišč, ki so jih raziskovali Francozi, predvsem Nimruda. Skoraj vse zbirke, več kot 200 zabojev, je bilo izgubljenih v reki. Preživeli artefakti tega izkopavanja so bili preneseni v Louvre v Parizu.
Nahajališče Khorsabad so izkopavali v letih 1928–1935 ameriških arheologi iz Oriental Institute iz Chicago. Delo v prvi sezoni, ki ga je vodil Edward Chiera, se je osredotočil na območje palače. Za velikanska bika je ocenil, da tehtata 40 ton in da sta stala pred prestolno sobo. Razdeljena sta bila na tri velike fragmente. Sam trup je tehtal okoli 20 ton. Poslan je bil v Chicago. Priprava in pošiljanje bika na Inštitut je bilo neverjetno naporno. Preostale sezone sta izkopavanja vodila Gordon Loud in Hamilton Darby. Njuno delo se je nanašalo na eno od mestnih vrat, nadaljnja dela na palači in izkopala sta velik del palače v kompleksu templja. Odkritja iz Korsabada so osvetlila asirsko umetnost in arhitekturo.
Leta 1957 so arheologi iz iraškega ministrstva za starine, po vodstvom Fuada Safarja izkopavali na mestu, kjer je bil odkrit tempelj Sibitti.